# Isobutyl cyanoacrylate
 Isobutyl cyanoacrylate là một đồng phân butyl cyanoacrylate. Nó được sử dụng trong các thủ tục y tế để đóng vết mổ và vết rách mà không cần sử dụng khâu, hoặc như là một phụ trợ để tăng cường khâu. Việc sử dụng này có thể thực hiện được vì nó là chất monomer lỏng có chứa chất diệt khuẩn, khi có một lượng nhỏ hơi ẩm, nhanh chóng polyme hóa để tạo thành một chất kết dính mạnh.